# Campionati italiani di duathlon sprint del 2014
I Campionati italiani di duathlon sprint del 2014 (VII edizione) sono stati organizzati dalla Federazione Italiana Triathlon e si sono tenuti a Romano di Lombardia in Lombardia, in data 16 marzo 2014.
Tra gli uomini ha vinto Daniel Hofer ( Carabinieri), mentre la gara femminile è andata a Sara Dossena (Trisports.it Team).

## Risultati

### Élite uomini
| Pos. | Atleta               | Società sportiva      | Corsa    | Bici     | Corsa    | Totale   |
| ---- | -------------------- | --------------------- | -------- | -------- | -------- | -------- |
|      | Daniel Hofer         | Carabinieri           | 00:14:57 | 00:26:37 | 00:07:23 | 00:49:41 |
|      | Massimo De Ponti     | Carabinieri           | 00:14:56 | 00:26:34 | 00:07:22 | 00:49:43 |
|      | Davide Uccellari     | Fiamme Azzurre        | 00:14:56 | 00:26:35 | 00:07:29 | 00:49:48 |
| 4    | Alessio Picco        | T.D. Rimini           | 00:14:57 | 00:26:34 | 00:07:37 | 00:49:54 |
| 5    | Danilo Brustolon     | Fiamme Oro            | 00:15:00 | 00:26:37 | 00:07:36 | 00:49:56 |
| 6    | Alberto Della Pasqua | T.D. Rimini           | 00:15:01 | 00:26:30 | 00:07:37 | 00:50:00 |
| 7    | Andrea De Ponti      | Friesian Team         | 00:15:08 | 00:26:23 | 00:07:44 | 00:50:05 |
| 8    | Dario Chitti         | CUS Parma Medel       | 00:15:08 | 00:26:26 | 00:08:13 | 00:50:28 |
| 9    | Fabio Villari        | T.D. Rimini           | 00:15:07 | 00:26:52 | 00:07:40 | 00:50:32 |
| 10   | Alex Ascenzi         | Fiamme Azzurre        | 00:15:09 | 00:27:00 | 00:07:39 | 00:50:34 |
| 11   | Delian Dimko Stateff | Minerva Roma          | 00:15:33 | 00:26:36 | 00:07:39 | 00:50:38 |
| 12   | Daniel Antonioli     | Esercito              | 00:15:14 | 00:26:55 | 00:07:39 | 00:50:40 |
| 13   | Luca Bonazzi         | Freezone              | 00:15:42 | 00:26:28 | 00:07:47 | 00:50:43 |
| 14   | Stefano Intagliata   | Peperoncino Team      | 00:15:17 | 00:26:53 | 00:07:52 | 00:50:51 |
| 15   | Nicola Sorgato       | Padova Nuoto Dynamica | 00:15:12 | 00:27:00 | 00:07:48 | 00:50:53 |
| 16   | Lorenzo Ciuti        | Minerva Roma          | 00:15:13 | 00:26:55 | 00:07:55 | 00:50:57 |
| 17   | Michele Insalata     | Nadir on the Road     | 00:15:31 | 00:26:38 | 00:07:57 | 00:50:57 |
| 18   | Marco Corrà          | Minerva Roma          | 00:15:34 | 00:26:31 | 00:08:07 | 00:50:59 |
| 19   | Alessio Fioravanti   | Minerva Roma          | 00:15:34 | 00:26:35 | 00:08:09 | 00:51:08 |
| 20   | Riccardo Mosso       | Virtus                | 00:15:31 | 00:26:34 | 00:08:22 | 00:51:17 |

### Élite donne
| Pos. | Atleta              | Società sportiva             | Corsa    | Bici     | Corsa    | Totale   |
| ---- | ------------------- | ---------------------------- | -------- | -------- | -------- | -------- |
|      | Sara Dossena        | Trisports.it Team            | 00:16:47 | 00:31:14 | 00:08:19 | 00:57:19 |
|      | Elena Maria Petrini | Minerva Roma                 | 00:17:21 | 00:30:45 | 00:08:40 | 00:57:40 |
|      | Giorgia Priarone    | T.D. Rimini                  | 00:17:21 | 00:30:43 | 00:08:45 | 00:57:44 |
| 4    | Alice Capone        | Triathlon Team Sassari       | 00:17:53 | 00:30:28 | 00:08:52 | 00:58:14 |
| 5    | Giulia Sforza       | Azzurra Triathlon Team       | 00:17:57 | 00:30:24 | 00:09:04 | 00:58:19 |
| 6    | Sara Papais         | T.D. Rimini                  | 00:17:54 | 00:30:31 | 00:09:01 | 00:58:24 |
| 7    | Elisa Battistoni    | 707 Triathlon Team           | 00:17:53 | 00:30:32 | 00:09:04 | 00:58:29 |
| 8    | Verena Steinhauser  | Bressanone Nuoto             | 00:18:23 | 00:29:58 | 00:09:17 | 00:58:36 |
| 9    | Margie Santimaria   | Fiamme Oro                   | 00:18:24 | 00:30:03 | 00:09:14 | 00:58:38 |
| 10   | Marta Gaiardelli    | Fiamme Azzurre               | 00:18:23 | 00:30:04 | 00:09:38 | 00:59:06 |
| 11   | Monica Cibin        | Triathlon Novara             | 00:18:22 | 00:29:57 | 00:09:59 | 00:59:21 |
| 12   | Lisa Schanung       | Bressanone Nuoto             | 00:18:24 | 00:29:55 | 00:10:18 | 00:59:36 |
| 13   | Michela Pozzuoli    | Minerva Roma                 | 00:18:56 | 00:31:08 | 00:09:21 | 01:00:21 |
| 14   | Vittoria Pani       | Triathlon Cremona Stradivari | 00:18:45 | 00:31:11 | 00:09:12 | 01:00:24 |
| 15   | Ilaria Fioravanti   | Minerva Roma                 | 00:18:55 | 00:31:16 | 00:09:08 | 01:00:26 |
| 16   | Manuela Contu       | Valle d'Aosta                | 00:19:07 | 00:30:59 | 00:09:21 | 01:00:26 |
| 17   | Ilaria Zane         | CUS Trento CTT               | 00:18:37 | 00:31:21 | 00:09:28 | 01:00:32 |
| 18   | Cecilia D'Aniello   | T.D. Rimini                  | 00:19:07 | 00:30:54 | 00:09:28 | 01:00:35 |
| 19   | Francesca Tunesi    | CUS Torino Triathlon         | 00:19:03 | 00:31:03 | 00:09:24 | 01:00:37 |
| 20   | Giulia Bedorin      | Padova Nuoto Dynamica        | 00:19:15 | 00:30:41 | 00:09:40 | 01:00:40 |